# John Marshall
John Marshall (Germantown, 24 settembre 1755 – Filadelfia, 6 luglio 1835) è stato un politico e avvocato statunitense, padre fondatore e quarto Presidente della Corte suprema degli Stati Uniti d'America tra il 1801 e il 1835.
Marshall rimane il Presidente della Corte e quarto Giudice con il servizio più longevo nella storia della Corte suprema degli Stati Uniti ed è ampiamente considerato uno dei Giudici più influenti ad aver mai prestato servizio. Prima di entrare a far parte della Corte, Marshall ha brevemente ricoperto la carica di Segretario di Stato degli Stati Uniti sotto il Presidente John Adams e di membro alla Camera dei rappresentanti degli Stati Uniti per la Virginia, diventando così uno dei pochi statunitensi a servire in tutti e tre i rami del Governo federale degli Stati Uniti d'America. È stato membro della Massoneria.

## Biografia
Marshall è nato a Germantown nella Colonia della Virginia (odierna contea di Fauquier, Virginia) nel 1755, lontano parente di Thomas Jefferson con cui non avrebbe avuto buoni rapporti. In gioventù, era «pieno di buon umore e intelligente», mentre per quanto riguarda il fisico «si distingueva per i suoi occhi neri».
Dopo l'inizio della Guerra d'indipendenza americana, Marshall si è unito all'Esercito continentale, partecipando a numerose battaglie, come tenente, dal 1775 al 1780. In questo periodo è diventato amico di George Washington. Durante le fasi finali della guerra, è stato ammesso all'albo degli avvocati della Virginia e ha vinto le elezioni alla Camera dei delegati dello Stato. Marshall è stato favorevole alla ratifica della Costituzione degli Stati Uniti d'America e ha giocato un ruolo importante nella ratifica di tale documento da parte della Virginia. Su richiesta del Presidente Adams, nel 1797 Marshall ha viaggiato in Francia per contribuire a porre fine agli attacchi alle navi statunitensi nell'episodio noto come «affare XYZ» dove il Governo francese si è rifiutato di aprire negoziati a meno che gli Stati Uniti non accettassero di pagare tangenti. Dopo il ritorno negli Stati Uniti, Marshall ha vinto le elezioni alla Camera dei Rappresentanti degli Stati Uniti ed è emerso come uno dei leader del Partito Federalista al Congresso. Successivamente Marshall è stato nominato Segretario di Stato nel 1800, dopo un rimpasto del gabinetto di governo, diventando una figura importante nell'amministrazione Adams.
Nel 1801, Adams, a fine mandato, ha nominato Marshall alla Corte suprema. Il successivo Presidente, Thomas Jefferson, del Partito Democratico-Repubblicano e avversario politico dei Federalisti, ha accolto la nomina con favore: egli credeva che Marshall fosse stato estromesso dalla politica attiva e in quel periodo la Corte suprema era ancora considerata impotente, ma Marshall avrebbe superato le aspettative di Jefferson, trasformandola radicalmente. Difatti, Marshall è emerso rapidamente come figura chiave della Corte, in gran parte grazie alla sua influenza personale sugli altri Giudici. Sotto la sua guida, la Corte si è allontanata dalla pratica delle opinioni seriatim, stabilendo l'attuale pratica di opinione unica di maggioranza.  Marbury contro Madison, 1803, ha rappresentato il primo caso importante trattato dalla Corte di Marshall. Nella sua opinione per la Corte, Marshall ha sostenuto il principio del controllo di legittimità costituzionale (judicial review, lett. "revisione giudiziaria"), secondo il quale i tribunali potevano annullare leggi federali e di Stato qualora fossero in conflitto con la Costituzione. La decisione di Marshall ha evitato un conflitto diretto con il potere esecutivo, guidato da Jefferson. Stabilendo il principio della revisione giudiziaria ed evitando uno scontro tra poteri, Marshall ha contribuito ad attuare il principio della separazione dei poteri e a cementare la posizione del potere giudiziario statunitense in quanto ramo del Governo, indipendente e paritario.
Dopo il 1803, molte delle principali decisioni emesse dalla Corte di Marshall hanno confermato la supremazia del Governo federale e della Costituzione federale sugli Stati federati. Marshall ha partecipato ad oltre 1 000 decisioni della Corte suprema. In  Fletcher contro Peck, 1810, e  Dartmouth College contro Woodward, 1819, la Corte ha invalidato azioni degli Stati federati perché avevano violato la «clausola di contratto». La decisione della Corte in  McCulloch contro Maryland, 1819, ha confermato la costituzionalità della Seconda banca degli Stati Uniti d'America e ha stabilito il principio secondo cui gli Stati federati non potevano tassare le istituzioni federali. I casi di  Martin contro Hunter's Lessee, 1816, e  Cohens contro Virginia, 1821, hanno stabilito che la Corte suprema poteva esaminare appelli dai tribunali di Stato sia in materia di diritto civile che di diritto penale. L'opinione di Marshall in  Gibbons contro Ogden, 1824, ha stabilito che la «clausola di commercio» impediva agli Stati di limitare la navigazione. Nel caso  Worcester contro Georgia, 1832, Marshall ha sostenuto che lo statuto penale della Georgia che proibiva ai non-nativi americani di essere presenti sulle terre dei nativi senza una licenza dello Stato era incostituzionale.
Tra il 1805 e il 1807, Marshall ha scritto una biografia di George Washington, in 5 volumi, poi rivisti e riassunti in due volumi con il titolo di Life of Washington, pubblicato nel 1832. L'American Colonization Society è stata fondata nel 1817 grazie all'aiuto di Marshall e Henry Clay.
John Marshall è morto per cause naturali nel 1835 ed è stato sepolto allo Shockoe Hill Cemetery. Andrew Jackson ha nominato Roger Taney come suo successore. L'abitazione di Marshall, costruita nel 1790, è diventata monumento storico di portata nazionale (National Historic Landmark) nel 1960.

### Esplicative
1. ↑  In diritto, «seriatim» (lett. "in serie") indica un parere espresso da un tribunale con più giudici, in cui ciascun giudice emette la propria opinione anziché un singolo giudice che emette un parere contingente per conto dell'intero tribunale.

### Fonti
1. ↑  (FR) Lambros Couloubaritsis, La complexité de la Franc-Maçonnerie. Approche Historique et Philosophique, Bruxelles, Ousia, 2018,  p. 388.
2. ↑   Maldwyn Jones, Storia degli Stati Uniti d'America dalle prime colonie inglesi ai giorni nostri, Bompiani, 2007,  p. 87, ISBN 978-88-452-3357-9.
3. ↑  (EN) Francis N. Stites, John Marshall: Defender of the Constitution, Boston, Little Brown, 1981,  p. 7, ISBN 978-0-673-39353-1.
4. ↑  (EN) Marshall, John, su Federal Judicial Center. URL consultato il 12 gennaio 2024 (archiviato dall'url originale il 13 maggio 2009).
5. ↑  (EN) The XYZ Affair and the Quasi-War with France, 1798–1800, su Dipartimento di Stato degli Stati Uniti d'America. URL consultato il 12 gennaio 2024.
6. ↑  (EN) What was the XYZ affair?, su HistoryPop.com. URL consultato il 12 gennaio 2024 (archiviato dall'url originale il 3 gennaio 2015).
7. ↑  Paul, pp. 172-174.
8. 1 2 3  (EN) National Register of Historic Places Inventory-Nomination: John Marshall House (PDF). URL consultato il 12 gennaio 2024 (archiviato dall'url originale il 26 maggio 2011).
9. ↑  Paul, p. 257.
10. ↑  Paul, pp. 258-259.
11. ↑  Paul, pp. 304-305.
12. ↑  Paul, pp. 375-380.
13. ↑  Paul, pp. 341-344.
14. ↑  Paul, pp. 335-338.
15. ↑  Paul, pp. 345-346.
16. ↑  Paul, pp. 368-370.
17. ↑  Paul, pp. 421-423.
18. ↑  (EN) William A. Foran, John Marshall as a Historian, vol. 43, n. 1, The American Historical Review, ottobre 1937,  pp. 51-64, DOI:10.1086/ahr/43.1.51, ISBN 978-88-452-3357-9. URL consultato il 12 gennaio 2024.
19. ↑   Maldwyn Jones, Storia degli Stati Uniti d'America dalle prime colonie inglesi ai giorni nostri, Bompiani, 2007,  p. 154, ISBN 978-88-452-3357-9.